# Riacho do Algodão
O Riacho do Algodão é um riacho (um pequeno rio) brasileiro que banha o estado da Paraíba.